# Tephrodornis affinis
El ceniciento de Ceilán (Tephrodornis affinis) es una especie de ave paseriforme de la familia Vangidae endémica de Sri Lanka. Es a veces considerado una subespecie de Tephrodornis pondicerianus.